# Adicella euphrosyne
Adicella euphrosyne är en nattsländeart som beskrevs av Schmid 1994. Adicella euphrosyne ingår i släktet Adicella och familjen långhornssländor. Inga underarter finns listade i Catalogue of Life.